# Proganochelydia
Proganochelydia — вимерлий підряд черепах. Є найдавнішим у світі, від якого походять усі черепахи. Мав 3 родини, кожна з яких містить по 1 роду та виду. Мешкали 220–210 млн років тому.

## Опис
Загальна довжина представників цього підряду коливалася від 20 см до 1,2 м. Вони відрізнялися від сучасних черепах тим, що були наділені простим вухом, дрібними зубами, не могли втягувати голову й шию під панцир. Деякі представники не мали карапаксу.

## Спосіб життя
Мешкали як у воді, так й на суходолі. Полюбляли рослинні, тропічні, навіть спекотні місцини, із значною вологістю. Харчувалися рослинною (Proganochelys quenstedti) й тваринною (Odontochelys semitestacea) їжею.

## Розповсюдження
Мешкали на надматерику Гондвана. Рештки знаходять в Азії, Африці, Європі та Північній та Південній Америці.

## Родини
- †Proganochelidae
- †Odontochelyidae
- †Proterochersidae